# Sarcocornia fruticosa
Sarcocornia fruticosa é uma espécie de planta com flor pertencente à família Chenopodiaceae. 
A autoridade científica da espécie é (L.) A.J.Scott, tendo sido publicada em Journal of the Linnean Society, Botany 75(4): 367. 1977[1978].

## Portugal
Trata-se de uma espécie presente no território português, nomeadamente em Portugal Continental.
Em termos de naturalidade é nativa da região atrás indicada.

## Protecção
Não se encontra protegida por legislação portuguesa ou da Comunidade Europeia.